# تأثير ليندي

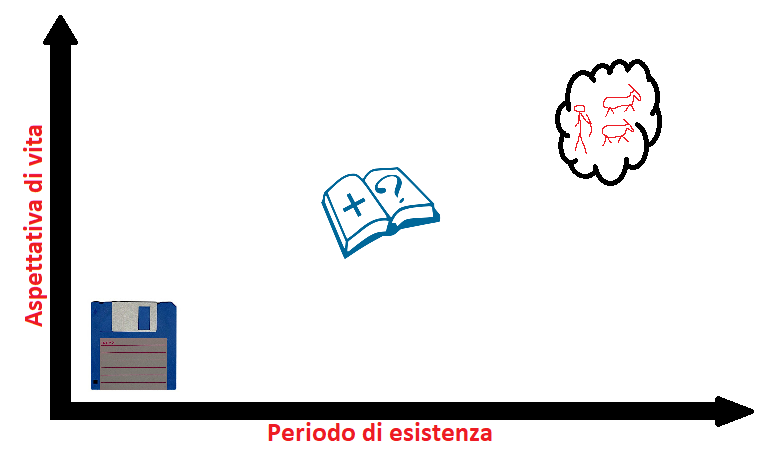
قانون ليندي

تأثير ليندي (يعرف أيضا بقانون ليندي ) هو ظاهرة نظرية يتناسب معها متوسط العمر المتوقع في المستقبل لبعض الأشياء غير القابلة للتلف، مثل تكنولوجيا أو فكرة، مع عمرها الحالي. وبالتالي، يقترح تأثير ليندي أنه كلما طالت فترة بقاء شيء ما لوجوده أو استخدامه في الوقت الحاضر، فمن المحتمل أيضًا أن يكون له متوسط عمر أطول متبقي. طول العمر يعني مقاومة التغيير أو التقادم أو المنافسة واحتمالات أكبر للوجود المستمر في المستقبل. حيثما ينطبق تأثير ليندي، ينخفض معدل الوفيات بمرور الوقت. رياضيًا، يتوافق تأثير ليندي مع الأعمار التي تلي توزيع احتمالية باريتو.
تم تسمية هذا المفهوم على اسم مطاعم ليندي في مدينة نيويورك، حيث وضع مفهوك النظرية بشكل غير رسمي من قبل زوار المطعم من الكوميديين. تم تأطير نظرية تأثير ليندي لاحقًا من قبل علماء الرياضيات والإحصائيين.
ينطبق تأثير ليندي على المواد «الغير القابلة للتلف»، تلك التي ليس لها «تاريخ انتهاء صلاحية لا مفر منه». على سبيل المثال، البشر قابلون للتلف: يعيش معظم البشر لمدة 80 عامًا تقريبًا. لذلك لا ينطبق تأثير ليندي على عمر الإنسان الفردي: فمن غير المرجح أن يموت إنسان يبلغ من العمر 5 سنوات خلال السنوات الخمس المقبلة، ولكن من المرجح جدًا أن يموت إنسان يبلغ من العمر 70 عامًا في غضون السبعين عامًا القادمة سنوات، بينما يتوقع تأثير ليندي أن يكون لها احتمالية متساوية.

## تاريخ
يمكن إرجاع أصل المصطلح إلى ألبرت جولدمان ومقال كتبه عام 1964 في ذا نيو ريببلك بعنوان «قانون ليندي». يشير المصطلح «ليندي» إلى أطعمة ليندي الشهية في نيويورك، حيث يجتمع الكوميديون «كل ليلة في مطعم ليندي... ويقيمون أخر الأعمال المسرحية». في هذا المقال، يصف جولدمان اعتقادًا فولكلوريًا بين مراقبي وسائل الإعلام في مدينة نيويورك بأن عدد الأعمال لدى الكوميديين ثابت، وبالتالي، فإن تكرار الإنتاج يتنبأ بمدة استمرار مسلسلهم: 
...العمر المتوقع لممثل كوميدي تلفزيوني يتناسب عكسياً مع معدل ظهوره في الوسط الفني. إذا خدعته الغطرسة بشكل مثير للشفقة، فإنه يلتزم ببرنامج أسبوعي أو حتى شهري منتظم، فإن فرصه في البقاء بعد الموسم الأول ضئيلة. لكنه إذا تبنى سياسة الحفاظ على الموارد التي يفضلها هؤلاء الفلاسفة الكبار في «الأعمال» ويقتصر على «العروض الخاصة» و «لقطات ضيف الشرف»، فقد يستمر حتى عمر إيد وين [توفي وسنه 79 عام 1966 أثناء تمثيله في الأفلام].
عرّف بينوا ماندلبروت مفهومًا مختلفًا يحمل نفس الاسم في كتابه عام 1982 الهندسة الكسورية للطبيعة .  في نسخة ماندلبروت، لا يملك الكوميديون قدرًا ثابتًا من المواد الكوميدية لنشرها على ظهورهم التلفزيوني، ولكن بدلاً من ذلك، كلما زاد ظهورهم، زاد ظهورهم في المستقبل: عبّر ماندلبروت رياضيًا عن أشياء معينة مرتبطة بالحياة من المنتج، مثل الوعد البشري، فإن متوسط العمر المتوقع في المستقبل يتناسب مع الماضي. يشير إلى قانون ليندي ومثل مقبرة الشعراء الشباب ثم يطبق على الباحثين ومنشوراتهم: «مهما طال أمد الأعمال التي تم جمعها في الماضي للشخص، فإنها ستستمر في المتوسط مقابل لقدر إضافي مساوٍ. عندما تتوقف في نهاية المطاف، فإنها تقطع بالضبط نصف ما وعدت به». 
قدم نسيم طالب نسخة من فكرة ماندلبروت في كتابه البجعة السوداء من خلال توسيعها لتشمل فئة معينة من المواد غير القابلة للتلف حيث يمكن التعبير عن متوسط العمر المتوقع كقوانين قوة. 
في المغامرات والمشاريع البشرية لدينا قصة أخرى. غالبًا ما تكون قابلة للتطوير، كما ذكرت في الفصل الثالث. مع المتغيرات القابلة للتطوير... ستشهد تأثير معاكس تمامًا. لنفترض أن المشروع من المتوقع أن ينتهي في 79 يومًا، وهو نفس التوقع بالأيام لمولود الجديد بالسنوات. في اليوم التاسع والسبعين، إذا لم ينته المشروع، فمن المتوقع أن يستغرق 25 يومًا أخرى ليكتمل. ولكن في اليوم التسعين، إذا لم يكتمل المشروع بعد، فمن المفترض أن يستغرق تنفيذه حوالي 58 يومًا. في اليوم المائة، يجب أن يكون أمامه 89 يومًا. في يوم 119، يجب أن يكون هناك 149 يومًا إضافيًا. في اليوم 600، إذا لم يتم الانتهاء من المشروع، فمن المتوقع أن تحتاج إلى 1590 يومًا إضافيًا. كما ترى، كلما طال انتظارك، زاد توقعك للانتظار.
في كتاب طالب لعام 2012 مضاد الهشاشة، أشار لأول مرة صراحةً إلى فكرته باسم تأثير ليندي، وأزال حدود حياة المنتج لتشمل أي شيء ليس له حد أعلى طبيعي، ودمجها في نظريته الأوسع عن مضاد الهشاشة.
إذا كان الكتاب يُطبع منذ أربعين عامًا، يمكنني أن أتوقع أن يُطبع لمدة أربعين عامًا أخرى. ولكن، وهذا هو الاختلاف الرئيسي، إذا استمر عقدًا آخر، فمن المتوقع أن يطبع خمسين عامًا أخرى. هذا، كقاعدة عامة، يخبرك لماذا الأشياء التي كانت موجودة لفترة طويلة ليست «شيخوخة» مثل الأشخاص، ولكن «شيخوخة» في الاتجاه المعاكس. كل عام يمر دون انقراض يضاعف متوسط العمر المتوقع الإضافي. هذا مؤشر على بعض المتانة. متانة أي عنصر يتناسب مع حياته!
طبقًا لما قاله طالب، وافق ماندلبروت على التعريف الموسع لتأثير ليندي: «لقد اقترحت [طالب] أن تكون الحدود قابلة للتلف / غير قابلة للتلف ووافق [ماندلبروت] على أن المادة غير القابلة للتلف هي قانون السلطة الموزعة بينما تكون قابلة للتلف (قصة ليندي الأولية) كان مجرد استعارة».